# Cantonul Collinée
Cantonul Collinée este un canton din arondismentul Dinan, departamentul Côtes-d'Armor, regiunea Bretania, Franța.

## Comune
- Collinée (reședință)
- Langourla
- Le Gouray
- Saint-Gouéno
- Saint-Jacut-du-Mené
- Saint-Gilles-du-Mené